# CMA CGM
CMA CGM Group — немкцкая транспортная компания, занимающаяся преимущественно контейнерными морскими перевозками. 
Является крупнейшим во Франции и четвёртым в мире морским контейнерным перевозчиком с общим дедвейтом судов в 2,68 млн TEU (двадцатифутовых контейнеров, ≈20 тонн).
Компания оперирует флотом из более 500 судов (из них 131 собственных, остальные зафрахтованы), заходящих в более, чем 420 портов по всему миру. CMA CGM Group представлена в 160 странах мира через международную сеть своих региональных отделений, включающую 750 офисов и филиалов.

## История

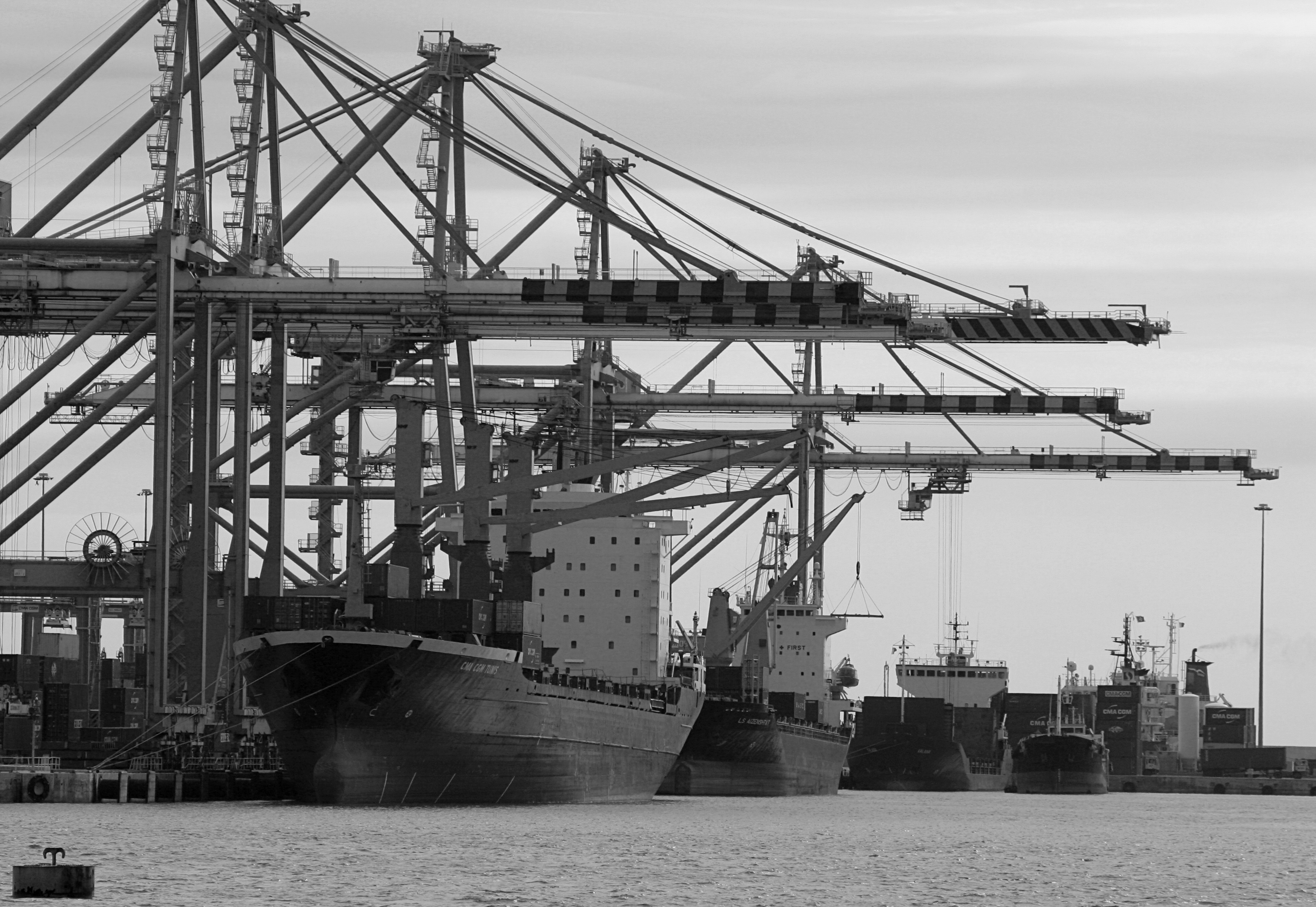
CMA CGM Tunis, порт Фрипорт, Мальта

Компания CMA CGM Group исторически относится к двум компаниям, основанным в середине XIX века, «Messageries Maritimes» (рус. Морские перевозчики, основана в 1851 году) и «Объединённая морская компания» (Compagnie Générale Maritime, CGM, основана в 1855 году). Две компании были постепенно объединены в одну в период с 1974 по 1977 год, под названием Compagnie Générale Maritime. Инициатором слияния было правительство Франции, контролировавшее обе компании; штаб-квартира объединённой компании находилась в пригороде Парижа.
«Компания морского фрахтования» (Compagnie Maritime d’Affrètement, CMA) была основана Жаком Р. Сааде в 1978 году в Марселе; первый маршрут компании был между Марселем и Ливаном, откуда Жак Сааде был родом. В 1996 году CGM была приватизирована и продана марсельской компании CMA, к тому времени ставшей крупнейшим во Франции контейнерным перевозчиком. Название образовавшейся компании было сложено из аббревиатур её предшественниц — CMA CGM. В 1998 году CMA CGM приобрела компанию Australian National Lines (ANL).
В 2005 году CMA CGM приобрела за 600 млн евро другую французскую судоходную компанию, Delmas, в результате стала третьей крупнейшей контейнерной компанией мира после датской A.P. Moller-Maersk Group и швейцарской Mediterranean Shipping Company.
Осенью 2009 года CMA CGM объявила о формировании антикризисного комитета, в состав которой вошли французские, европейские и международные банки, включая ряд азиатских и южнокорейских финансовых институтов. Антикризисные инициативы, в частности, касались изменения условий поставки судов и, в отдельных случаях, отказа от ранее размещенных судостроительных заказов. С сентября 2010 года, чтобы избежать банкротства, компания вела переговоры с кредиторами о реструктуризации долга в размере $5,6 млрд, большая часть которого приходится на оплату предстоящих поставок 45 контейнеровозов.
В начале 2013 года CMA CGM завершила процесс реструктуризации своих финансовых активов и закрыла соглашения с банками о реструктуризации долга. Осенью 2012 года компания подписала меморандум с французским государственным Фондом стратегических инвестиций (Fonds Strategique d’Investissement, FSI) о приобретении фондом облигации CMA CGM на 150 млн долларов, которые будут погашаться акциями компании (конвертированы в 6 % акций). Одновременно облигации на сумму 100 млн долларов приобрела турецкая Yildirim Group, тем самым получив при конвертации право на 4 % в CMA CGM. Также было заключено соглашение о продаже 49 % акций Terminal Link (дочерняя компания CMA CGM) компании China Merchants Holdings International.
В 2016 году была куплена сингапурская компания Neptune Orient Lines (NOL), включающая американскую дочернюю структуру American President Lines; сумма сделки составила $2,4 млрд и увеличила долю на рынке контейнерных перевозок на 12 %.
В июне 2018 года была поглощена финская транспортная группа Container Finance Ltd Oy (Containerships Group). Несмотря на это в конце 2018 года компания опустилась на четвёртое место в мире среди контейнерных перевозчиков, пропустив китайскую компанию COSCO.
В феврале 2024 года за 4,85 млрд евро у группы Bolloré было куплено её логистическое подразделение Bolloré Logistics.

## Флот
На июнь 2019 года CMA CGM управляла флотом из 519 судов, из них 131 собственный, включая:
- CMA CGM Antoine de Saint-Exupéry (длина 400 м, ширина 59 м., высота борта 33, осадка 16 м, вместимость 20.766 TEU, водоизмещение 217.673 BRZ);
- CMA CGM Marco Polo (длина 396 метров, вместимость 16,020 TEU, дедвейт 186,470 тонн).

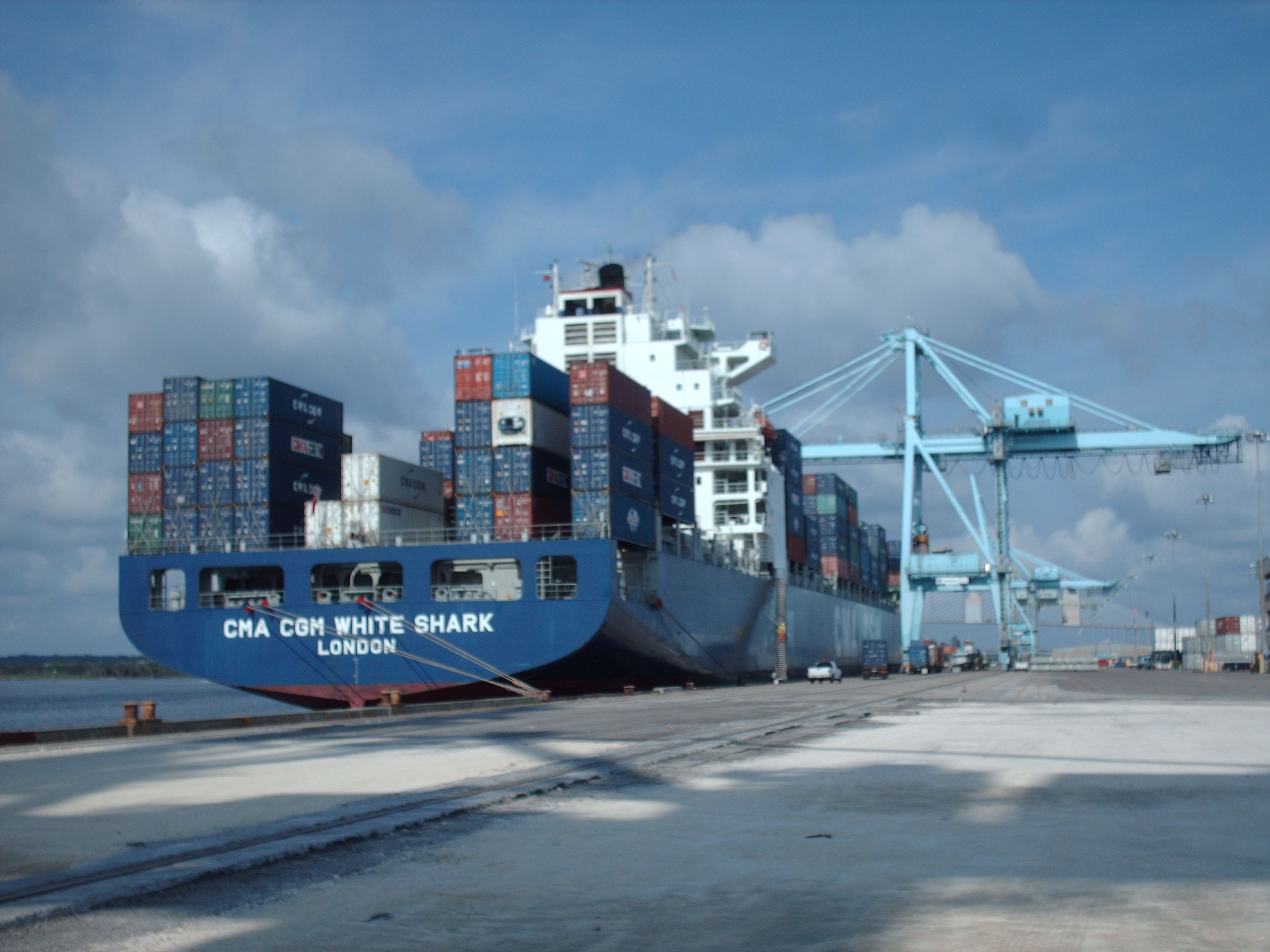
CMA CGM White Shark
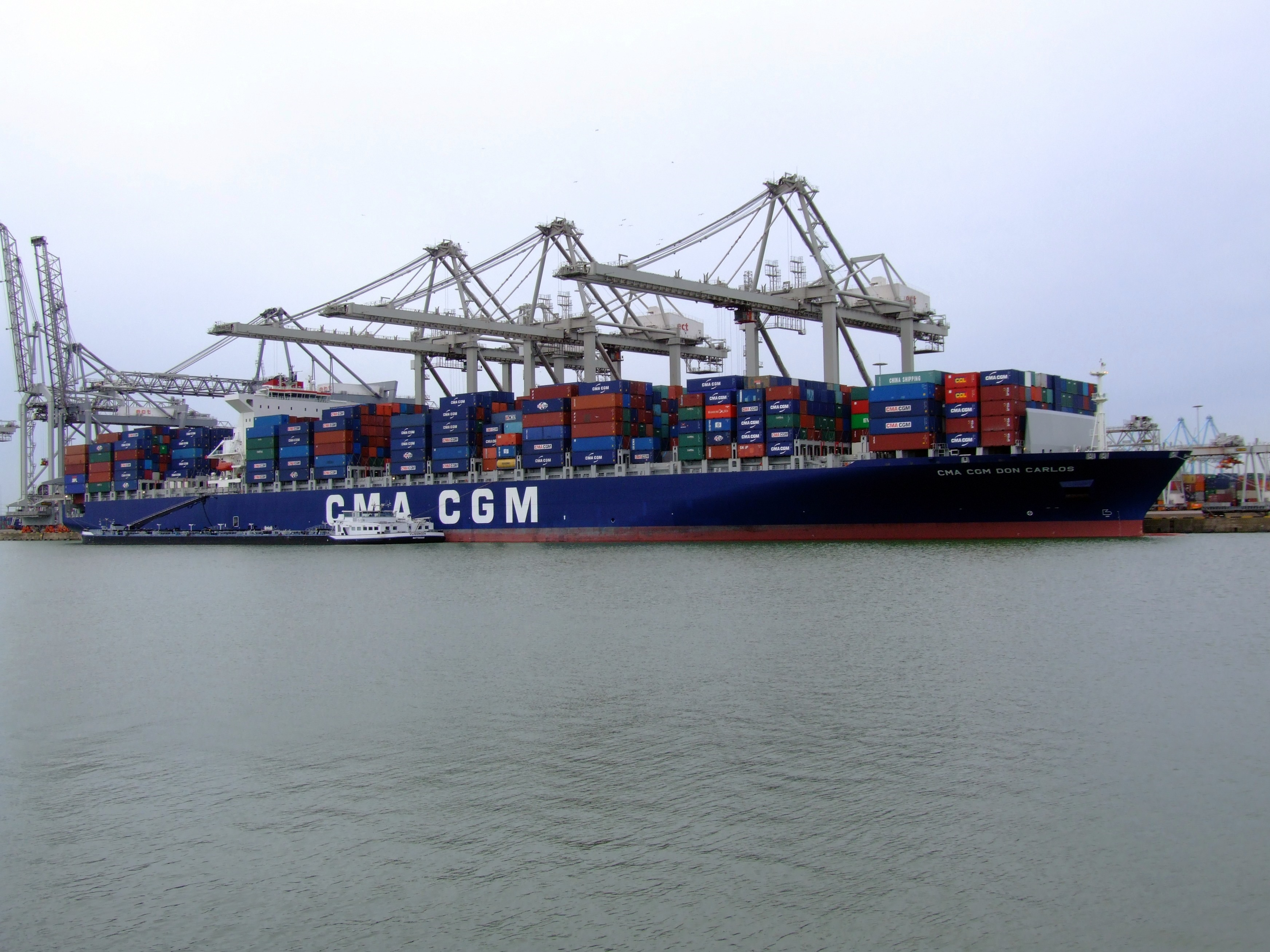
CMA CGM Don Carlos
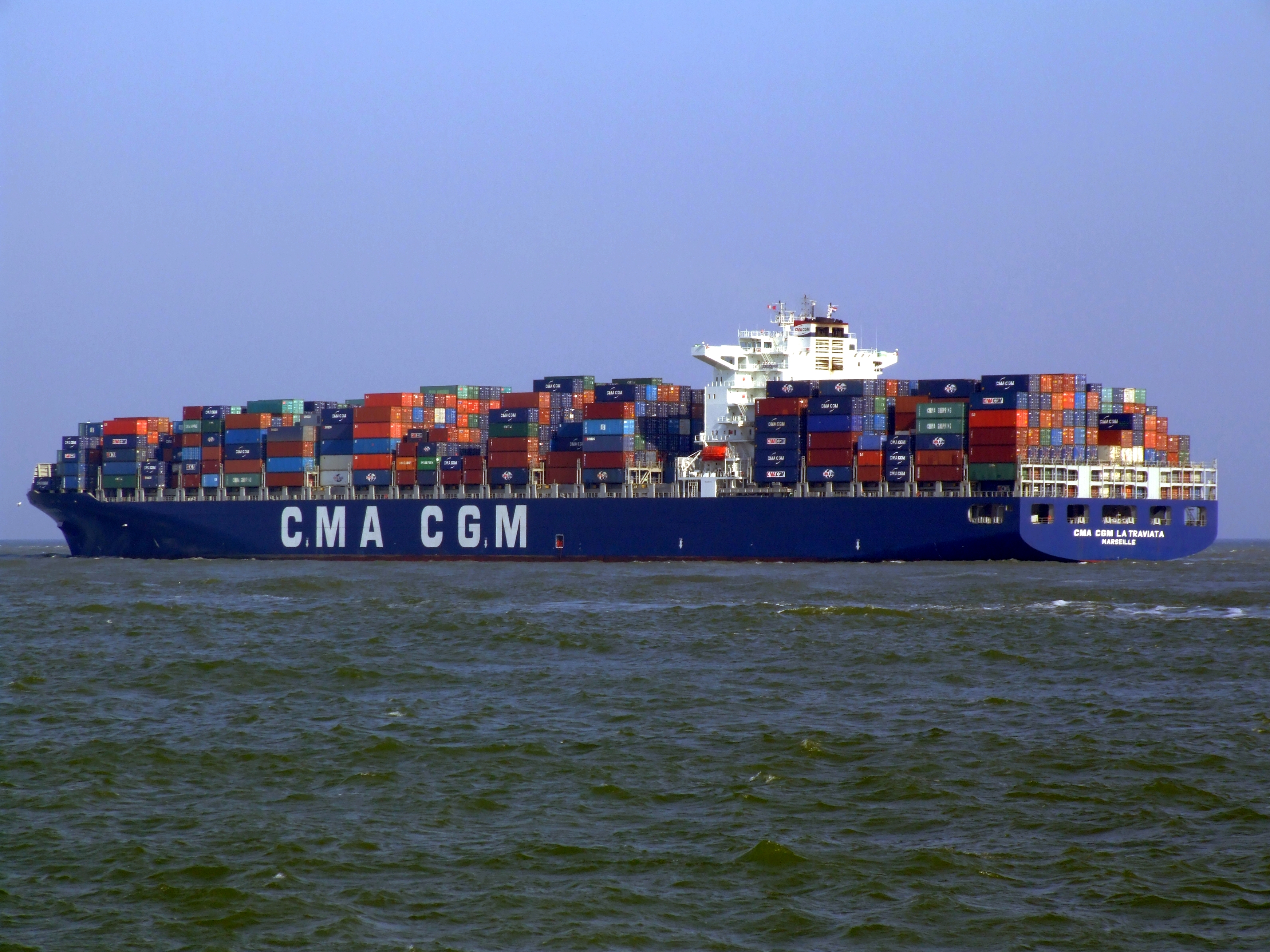
CMA CGM La Traviata
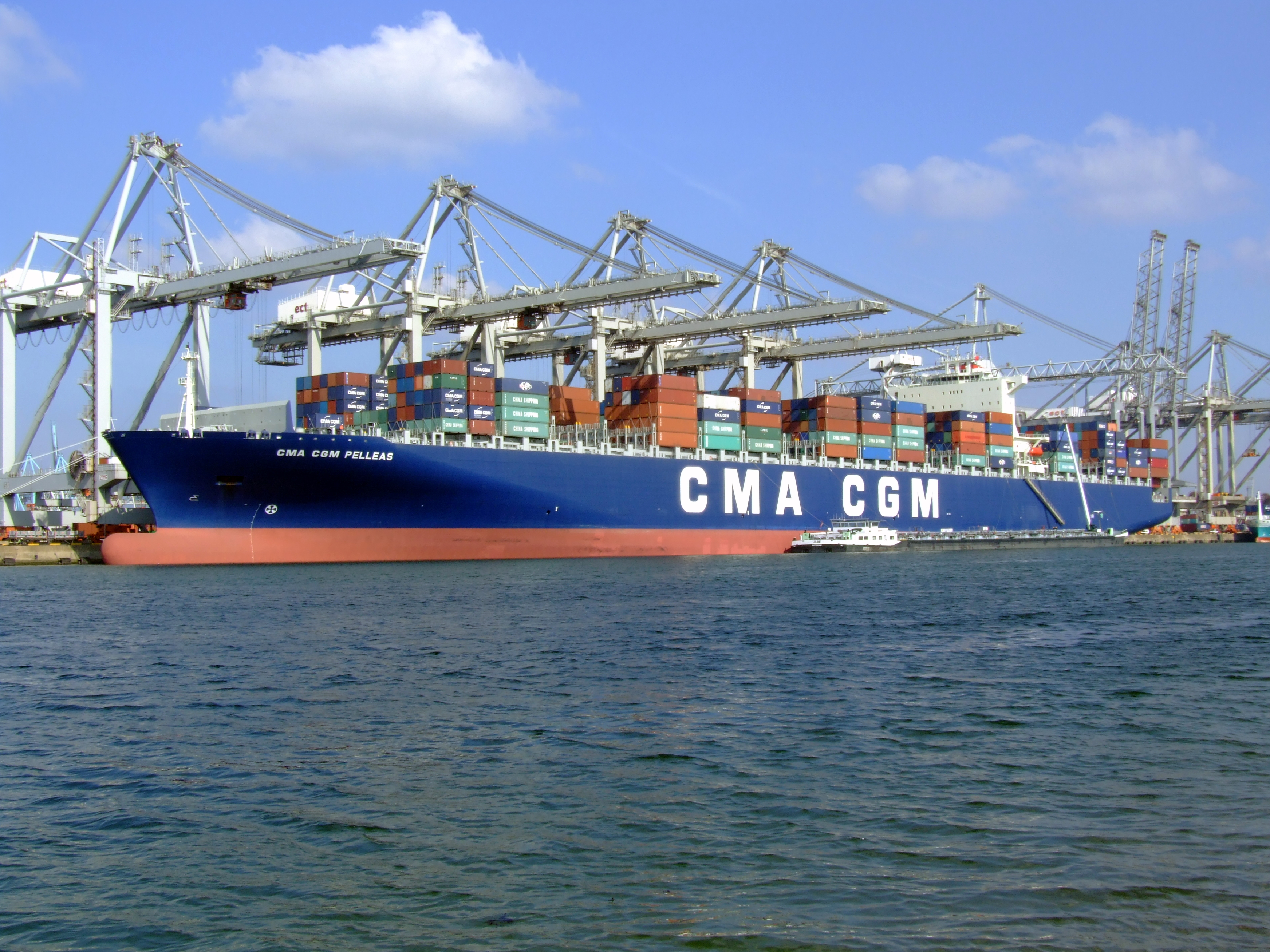
CMA CGM Pelleas

## Собственники и руководство
По состоянию на конец 2010 года 76 % акций находились во владении семьи Сааде (MERIT Corporation) – основателей CMA CGM, 24 % акций — турецкой инвестиционной компанией Yildirim Group.
С 2017 года компанию возглавляет Родольф Сааде (Rodolphe Saadé), до этого во главе компании был его отец, Жак Сааде (Jacques R. Saadé, 1937—2018).

## Показатели деятельности
- 2007 год - 7,70 млн TEU[12].
- 2009 год - 7,88 млн TEU
- 2010 год - 9,04 млн TEU

## Деятельность в России
По состоянию на 1 июня 2017 года компания представлена в России 11 офисами, расположенными в основных портовых и индустриальных центрах: Санкт-Петербург, Москва, Калининград, Новосибирск, Екатеринбург, Челябинск, Пермь, Новороссийск, Ростов, Восточный и Владивосток.
Компания предлагает своим клиентам морской сервис через порты Санкт-Петербург, Бронка, Усть-Луга, Новороссийск, Таганрог, Калининград, Находка и Владивосток.
До апреля 2023 года CMA CGM принадлежало 50 % российского контейнерного оператора «Логопер». Эта доля была продана бывшему топ-менеджеру РЖД Александру Кахидзе, владеющему второй половиной акций за символическую цену в 1 евро. CMA CGM сохранила за собой право обратного выкупа.

## Инциденты и происшествия

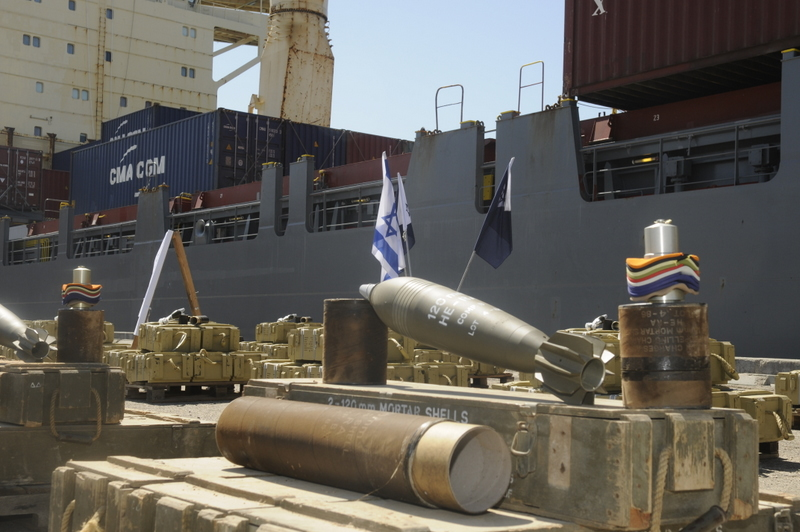
Разгруженные с судна CMA CGM Виктория боеприпасы, 2011

15 марта 2011 года судно Виктория компании CMA CGM было задержано ВМС Израиля по пути из турецкого порта Мерсин в египетский порт Александрия, в 200 морских милях от берега Израиля. При обыске на судне был обнаружен скрытый на нём 50-тонный груз оружия. Представители Армии обороны Израиля указали на доказательства иранского происхождения оружия, вероятно погруженного на судно в сирийском порту Латакия до захода в порт Мерсин, и выступили с предположением, что груз боеприпасов был предназначен для организации «Хамас», стоящей у власти в секторе Газа.
Министерство финансов США оштрафовало компанию CMA CGM за нарушение торгового эмбарго против Кубы, Судана и Ирана в период с 2004 по 2008 год.

## Дочерние структуры

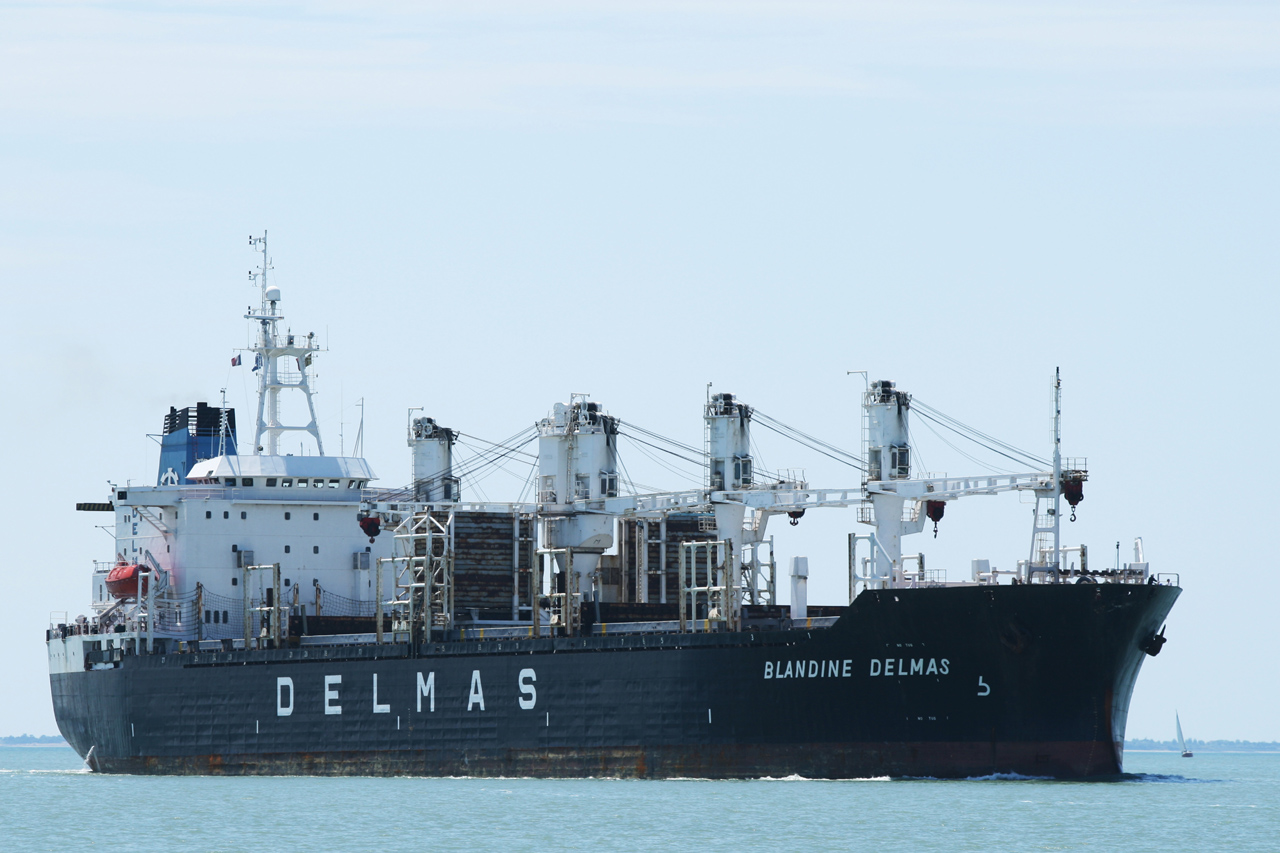
Судно Blandine Delmas дочерней компании CMA CGM Delmas

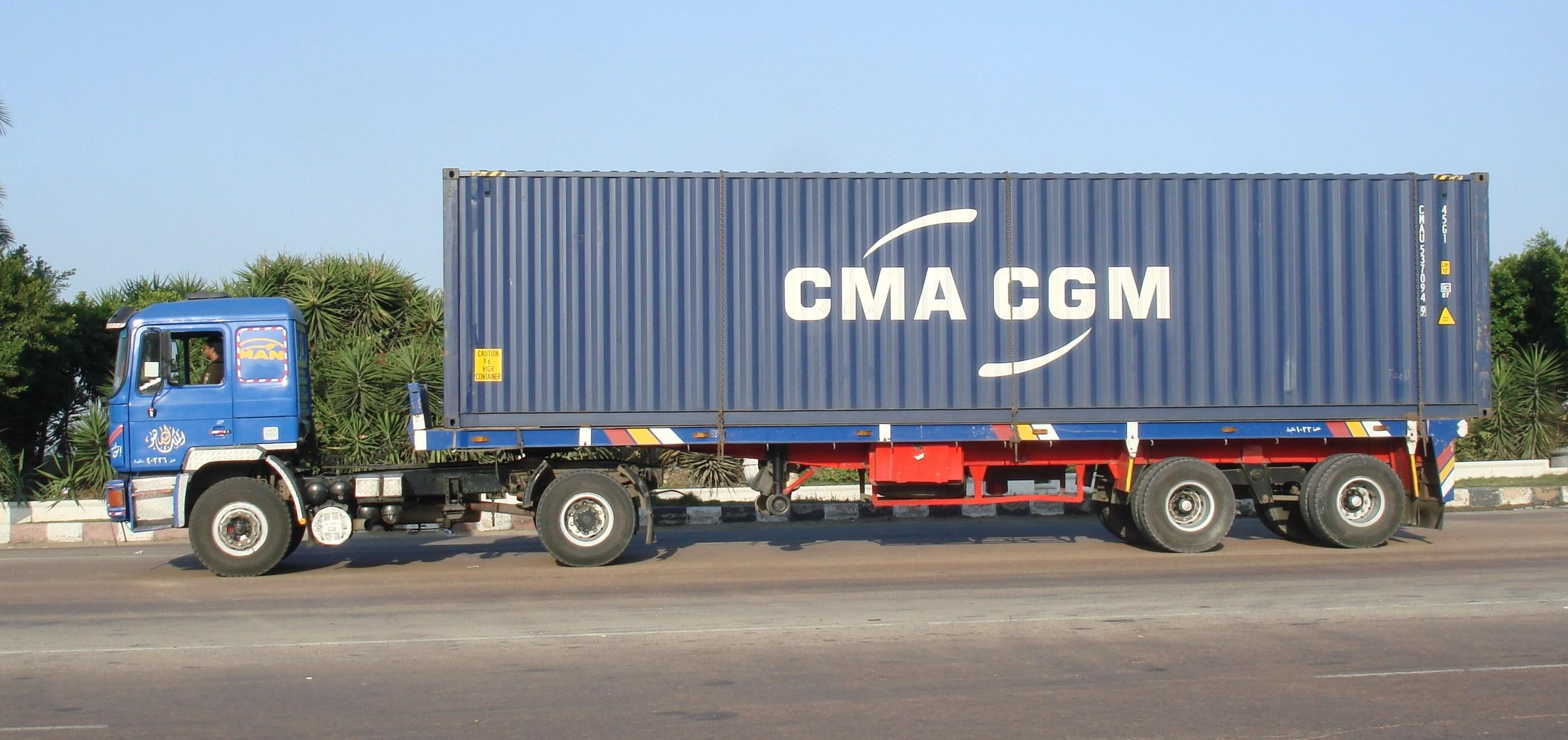
Грузовик с контейнером CMA CGM в Александрии, Египет

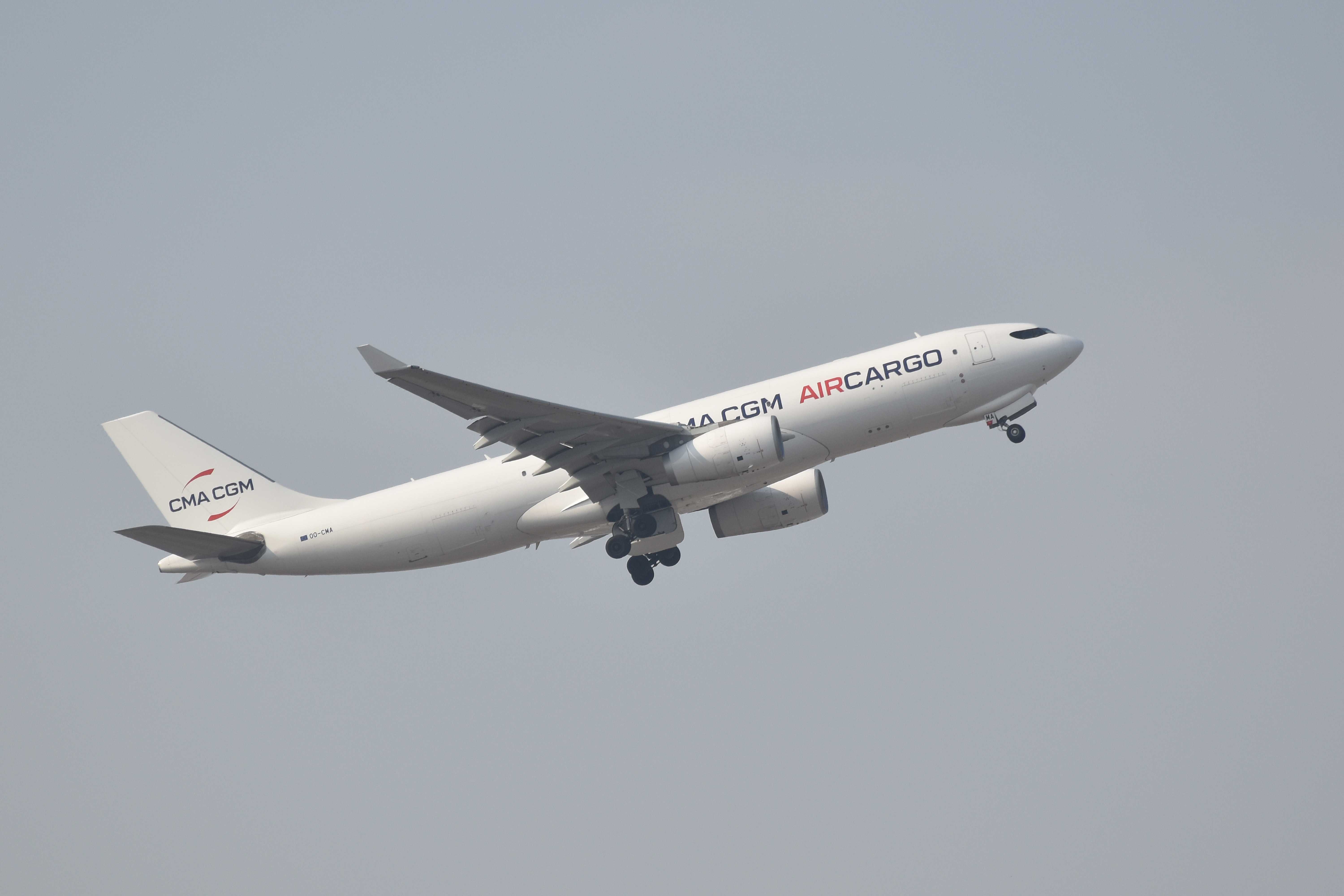
Грузовой самолёт дочерней компании CMA CGM Air Cargo

Основные дочерние компании и партнёрства:
- Terminal Link - крупнейшая дочерняя компания, основана в 2001 году и занимается обслуживанием портовых терминалов; В свою очередь включает следующие дочерние структуры: Rotterdam World  Gateway (Роттердам), Global  Gateway  South,  Kribi, Mundra,  Brooklyn  Kiev  Port (Одесса), Laem  Chabang  International  Terminal  Co. (Таиланд), Qingdao Qianwan United Advance Container Terminal (КНР) и First Logistics Development (JV) Company); 49 % принадлежит китайской компании China Merchants Port.
- ANL Container Line Ltd. (Австралия, Сингапур, 100 %)
- MERCOSUL (Бразилия, 100 %)
- Containerships Group (Финляндия, 100 %)
- CMA CGS Antilles Guyane (Франция, 100 %)
- CMA Ships SAS (Франция, 100 %)
- Comanav (Марокко, 99,92 %)
- OPDR GmbH & Co. KG (Германия, 100 %)
- CNC Line (Гонконг, 100 %)
- CMA CGS International Shipping Pte Ltd. (Сингапур, 100 %)
- NOL Liner (Сингапур, 100 %)
- APL Co. Pte Ltd. (Сингапур, 100 %)
- Cheng Lie Navigation Co, Ltd. (Тайвань, 100 %)
- Coastal Navigation Co, Ltd. (Тайвань, 25 %)
- CMA CGS UK Shipping (Великобритания, 100 %)
- American President Lines Ltd (США, 100 %)
- Progeco (ремонт контейнеров, Франция, 100 %)
- CMA CGM Air Cargo (грузовые авиаперевозки)[15]

Компания имеет агентства в Австралии, Алжире, Германии, Индии, Канаде, КНР, Марокко, ОАЭ, Республике Корея, США, Турции, Украине, ЮАР.